# Helsingfors-Malm flygplats
Helsingfors-Malm flygplats, Malms flygplats (finska: Helsinki-Malmin lentoasema) var en flygplats i stadsdelen Malm i nordöstra Helsingfors, cirka 10 km utanför Helsingfors centrum. Malms flygfält är också namnet på en stadsdel runt flygfältet. Fram till 1952 var Malms flygplats Helsingfors huvudflygplats. Sedermera betjänade den allmänflyget.
Helsingfors stad hade länge haft planer på att stänga Malms flygplats och bygga bostäder på området. Finska staten arrenderade marken av Helsingfors stad. I slutet av 2014 sålde den finska statsägda flygplatsoperatören Finavia statens byggnader på Malms flygplats till Helsingfors stad, och återtog den 31 december 2016 sina tjänster från Malms flygplats. Från och med 1 januari 2017 var den nya operatören Malmi Airfield Association med ett treårigt avtal. Landningsbanorna stängdes slutligen 21.3.2021 och flygverksamheten avvecklades.

## Historia
Den första civilflygplatsen i Helsingfors, Malms flygplats, belägen på Tattarmossen i Helsinge kommun, blev färdig för trafik i december 1936. Området hör numera till Malms stadsdel i Helsingfors. Aero Ab:s (senare Finnair Ab) flottörtrafikplan ändrades omedelbart till landflygplan och flyttades till den nya flygplatsen. Den högtidliga öppningsceremonin hölls den 15 maj 1938.
Malms flygplats var bland de första i världen som från första början planerades som internationell flygplats. I slutet av 1930-talet sträckte sig ruttnätet till Europas storstäder samt till Finlands viktigaste orter ända upp till Petsamo.
I och med vinterkriget 1939–1940 upphörde civilflyget på Malm och flygplatsen togs helt över av flygvapnet. Under fortsättningskriget 1941–1944 tjänade Malms flygplats både militär- och civilflyget. När fortsättningskriget tog slut i september 1944 övertogs flygplatsen av den allierade kontrollkommissionen. Flygplatsen återgick först i slutet av 1946 i finska händer.

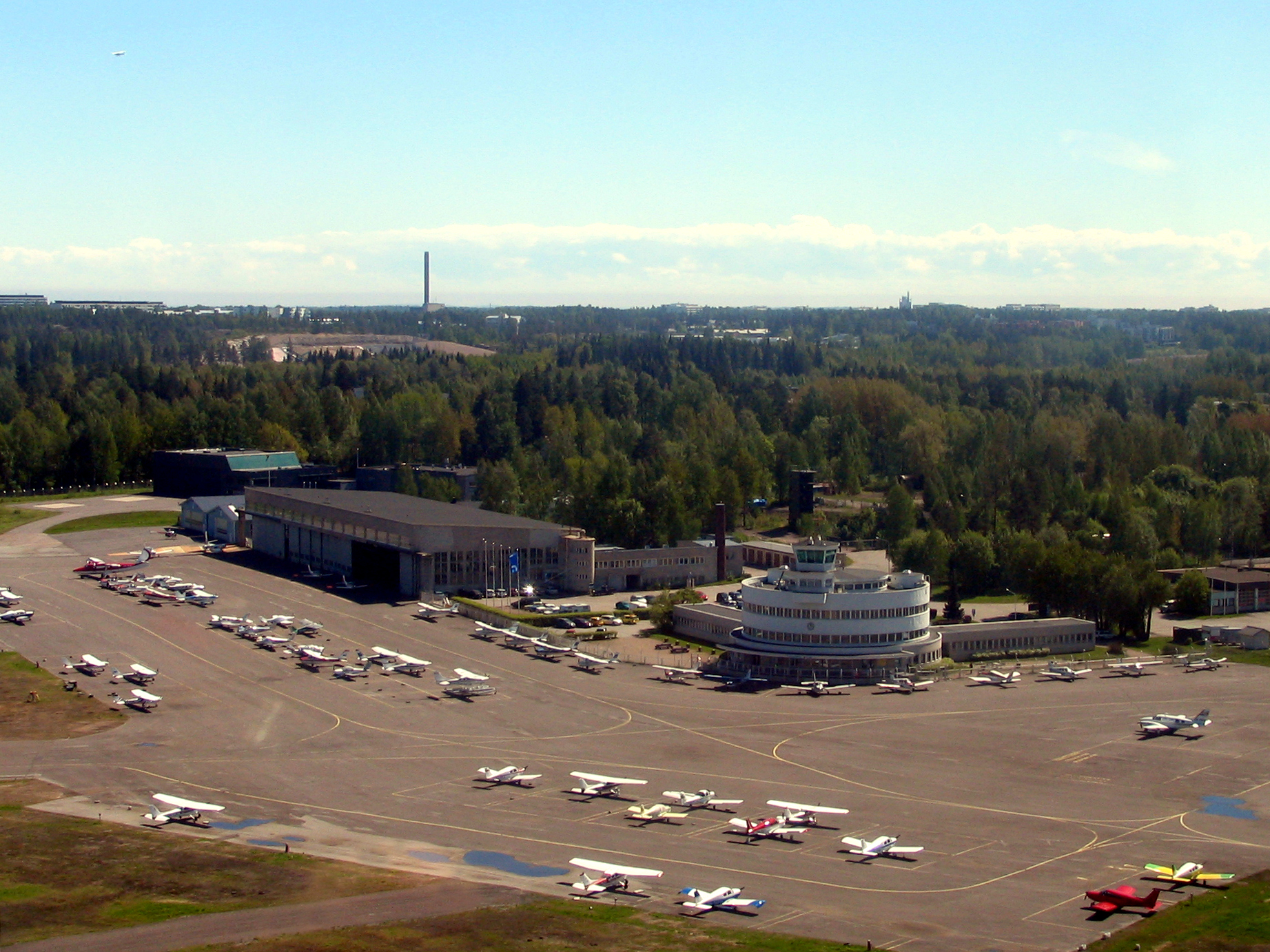
Malms startbanor i kvällssolen.

Under kriget hade större och tyngre luftfartyg utvecklats, och efter kriget blomstrade passagerarflygplansindustrin och den kommersiella flygtrafiken. Malms flygplats ställdes nu inför nya utmaningar. Man insåg att startbanorna, byggda på djup lera i ett gammalt kärr, skulle kräva stora finansiella satsningar för att kunna bära större flygplan. Kostnadsberäkningarna visade att priset på förlängning, pålning och annan förstärkning av banorna skulle bli alltför högt, och planerna skrinlades.
Finland fick en ny flygplats av internationell standard 1952 då flygplatsen i Sjöskog, numera Helsingfors-Vanda flygplats, öppnades för trafik. All regelbunden flygtrafik flyttade så småningom från Malm till den nya flygplatsen. Malms flygplats betjänade i många år det kommersiella trafikflyget tack vare flygtrafikens nya landvinning, sällskapsresorna.

## Avveckling av flygverksamheten
Flygverksamheten på Malms flygplats har varit osäker sedan 1990-talet, eftersom Helsingfors stad velat använda området till bostadsbyggande. Stadens aktivitet i frågan ökade kraftigt i slutet av 1990-talet, men minskade något på grund av de pågående stora byggnadsprojekten närmare centrum och den stora markannekteringen i Östersundom 2009.
I juni 2005 gav kommunikationsministeriet Luftfartsverket i uppdrag att reda ut två framtida huvudalternativ: 1) Malms flygplats fortsätter som civilflygplats eller 2) en ny ersättande civilflygplats byggs i huvudstadsregionen. I februari 2008 beställde ministeriet en miljökonsekvensbedömning (MKB) av platsalternativen. I beredningen av miljökonsekvensbedömningen uppstod problem när varken ministeriet eller någon annan sektor i detta skede hade något projekt inriktat på att bygga en ny flygplats. Kommunikationsministeriet föreslog i början av år 2010 att parterna i samarbete skulle genomföra MKB. På basis av svaren som gavs ansåg ministeriet att MKB-processen inte skulle fortsätta utan att de myndigheter som ansvarar för markanvändningsplaneringen deltar i projektet och att lokaliseringsfrågan skjuts fram för att avgöras i landskapsplanen.
I ramförhandlingarna den 24 mars 2014 tog den finska regeringen principbeslutet att lägga ned aktiviteten på flygplatsen så att området kan tas i bruk för bostadsproduktion senast i början av 2020-talet. Ändringen förutsätter att Gränsbevakningsväsendet och den civila luftfarten flyttar till ett ersättande flygfält.
Redan i slutet av 2014 sålde den finska statsägda flygplatsoperatören Finavia statens byggnader på Malms flygplats till Helsingfors stad, och återtog den 31 december 2016 sina tjänster från Malms flygplats, även om det inte existerar en ersättande flygplats för civilluftfarten. Från och med 1 januari 2017 var Malms flygplats inklusive byggnader i stadens ägo, och den nya operatören blev Malmi Airfield Association med ett treårigt hyresavtal som omfattade cirka 39 hektar (30 %) av flygplatsens område. Från och med 1 januari 2017 tjänade Malm luftfarten som ett okontrollerat flygfält med en aktiv bana (18-36).
Laginitiativet "Lex Malmi", som samlade in mer än 56 000 namnteckningar på två månader och som framställer att Malm bevaras som flygplats genom lagstiftning, överlämnades till riksdagen den 8 februari 2017. Syftet med initiativet är att trygga den framtida tillgängligheten av Helsingfors och Finland med flyg och att spara Malms internationellt erkända kulturarv.
Landningsbanorna stängdes slutligen 21.3.2021 och flygverksamheten avvecklades.
2023 rapporterade media att den gamla terminalen på Malms flygfält kan renoveras i maj för 4,53 miljoner euro. Det innebär i så fall att de nuvarande hyresgästerna, inklusive lunchrestaurangen i andra våningen, behöver flytta ut. Renoveringen skulle ta under ett år och vara klar i mars 2024.

## Verksamheter

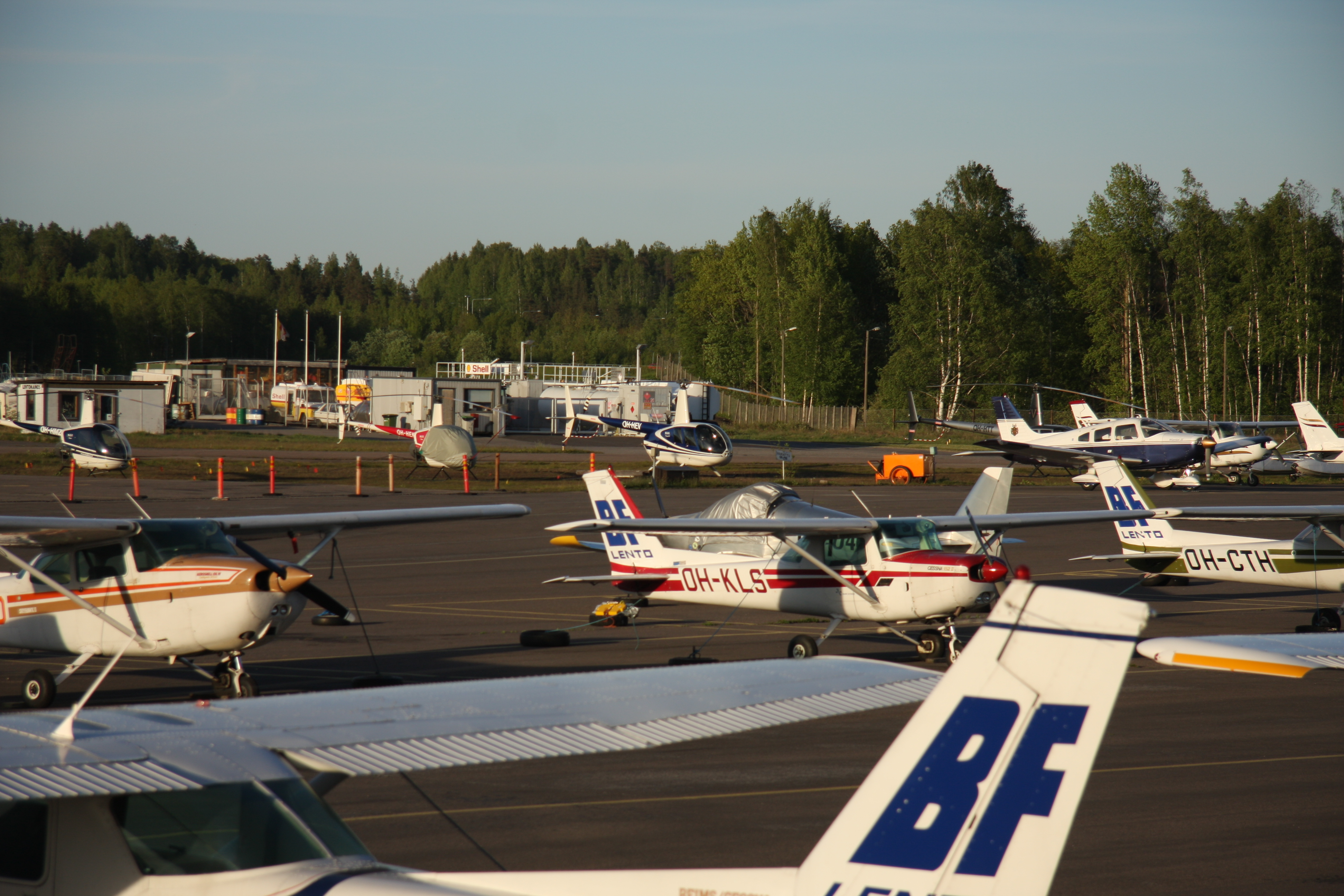
Småflygplan och helikoptrar på Malms flygplats.

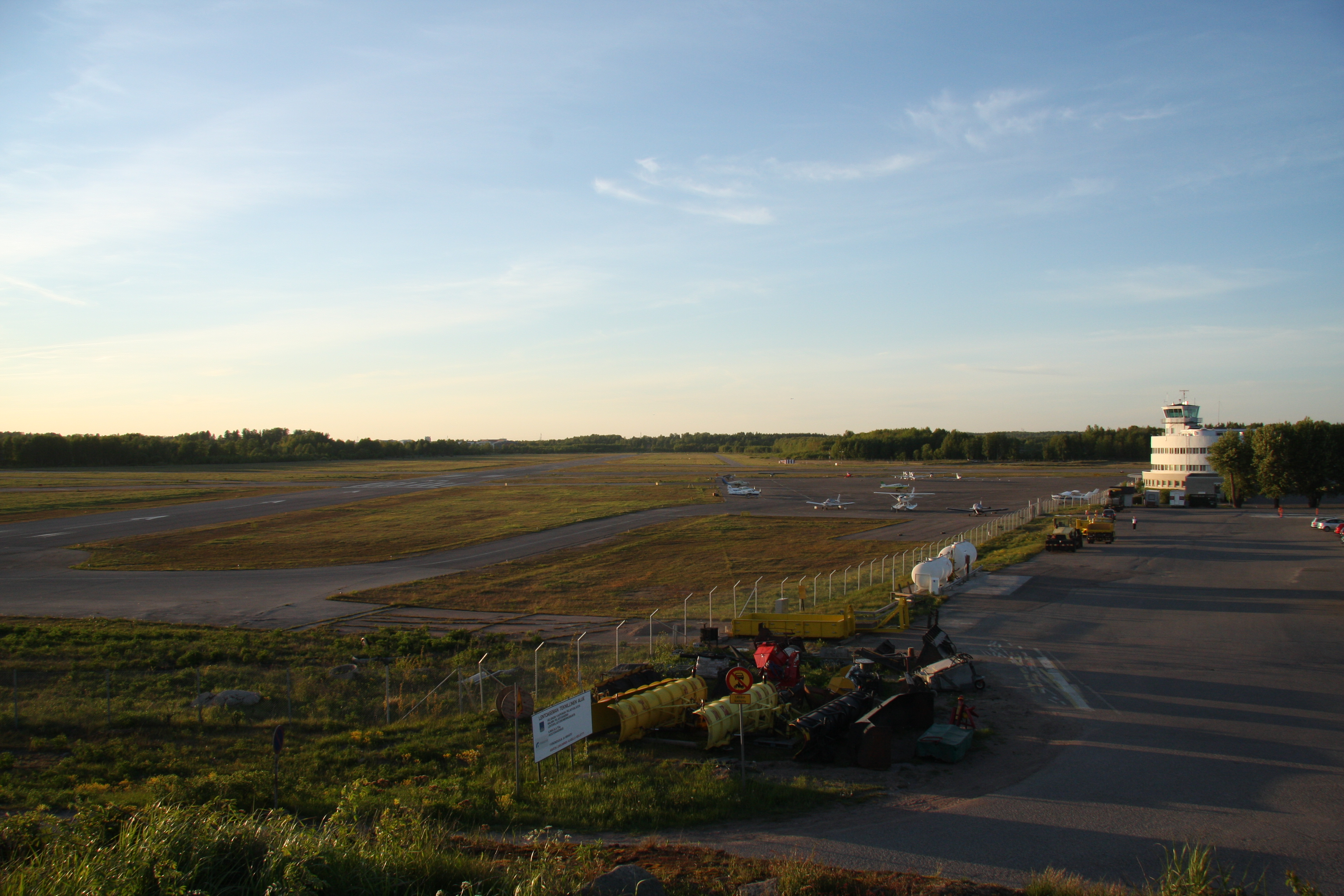
Malms startbanor i kvällssolen.

Sedan Helsingfors-Vanda flygplats togs i bruk upptogs Malms flygplats av allmänflyget. Flygplatsen hade utbildning för både yrkes- och privatpiloter liksom också för professionell luftfart och flera flygklubbar. Exempelvis 2002 utbildades hälften av alla utexaminerade piloter i Finland och två tredjedelar av alla yrkesflygare i Finland på Malms flygplats. Samtidigt var flygplatsen i mån av möjlighet reservflygplats för Helsingfors-Vanda flygplats. Gränsbevakningen hade södra riksgränsens huvudflygbas på Malms flygplats fram till slutet av 2016, då staten flyttade alla sina verksamheter till andra flygplatser.
Från luftfartens synpunkt var Malms flygplats det enda internationella flygfältet inom 150 km från huvudstaden som flexibelt betjänar icketidtabellsbunden flygtrafik (Helsingfors-Vanda är den enda koordinerade flygplatsen i Finland, det vill säga att den inte betjänar flygtrafik utan en slot-ansökan som måste lämnas in timmar i förväg). År 2013 loggades cirka 7500 landningar mellan Malm och andra flygfält bara bland Malms egna flygoperatörer, vilket gjorde Malm till den näst mest livligaste flygplatsen för flygresor i Finland.
Malms flygplats omgavs av ett populärt natur- och friluftsområde. De årliga flyguppvisningarna och övriga publikevenemang lockade tiotusentals åskådare till flygplatsen. Den bevarade förkrigstida flygmiljön har också fått internationellt erkännande. World Monuments Fund (WMF) valde 2004 flygplatsen till ett av de hundra mest hotade kulturmonumenten i världen. Återvalet av flygplatsen på WMF-förteckningen för 2006 offentliggjordes i juni 2005. Dessutom har Malms flygplats i sin helhet klassats som ett av Finlands mest hotade kulturmonument i modern arkitektur av DoCoMoMo, en internationell organisation som förtecknar och bevarar viktiga monument i modern världsarkitektur. Den 16 mars 2016 valde den ledande europeiska kulturarvsorganisationen Europa Nostra Malms flygfält som en av Europas sju mest hotade kulturarvsmål 2016.